# 獸人

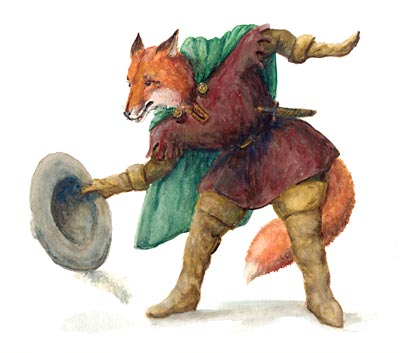
獸人範例：穿衣服，能站立，手能拿物

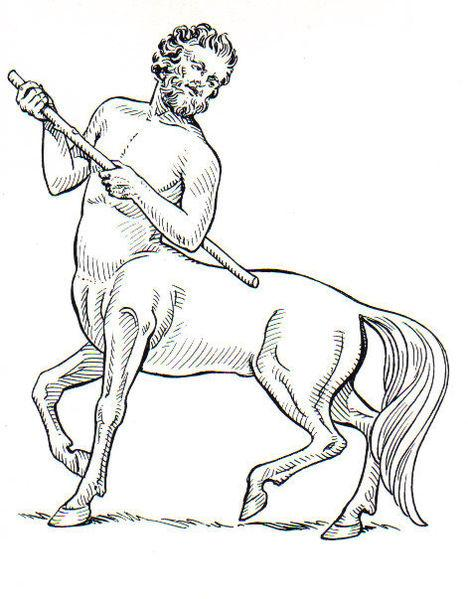
希臘神話中的獸人種族之一：半人馬

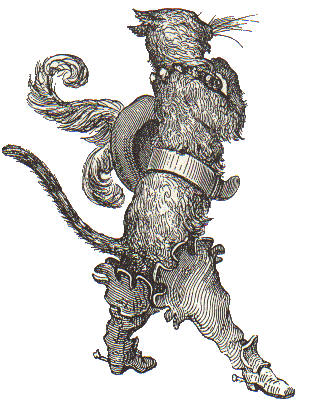
蘇格蘭及愛爾蘭傳說中的貓妖精

獸人（英語：Therianthropy），又稱獸化人，通常是指在奇幻文學或科幻相關動畫、漫畫、遊戲、電影、輕小說等作品中所出現的虛幻種族之一，一般所稱的獸人指的是保留了獸類外型的特徵（寬大的口部、全身覆滿皮毛、有尾巴和其相對應的獸耳）但又具有人類的特徵（可以站立並且能夠行走的腿、能拿取物體的手、會說話），甚至有與人類相同思考能力的幻想生物。
獸人在某些科幻和奇幻相關的作品中有時被設定為智商較人類為低，不過具有較佳的肉體優勢（例如力氣較人類大、動作較人類敏捷）等等；大致上來說，獸人在上述的相關作品中還沒有完全定型的特色，每個作者描寫的獸人多少都會有些差異。

## 起源與特質

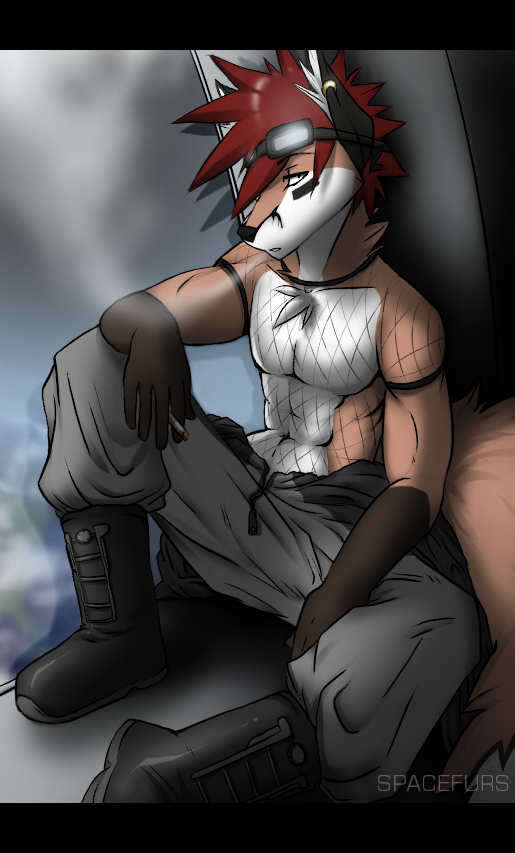
男狐狸獸人

犬獸人騎士

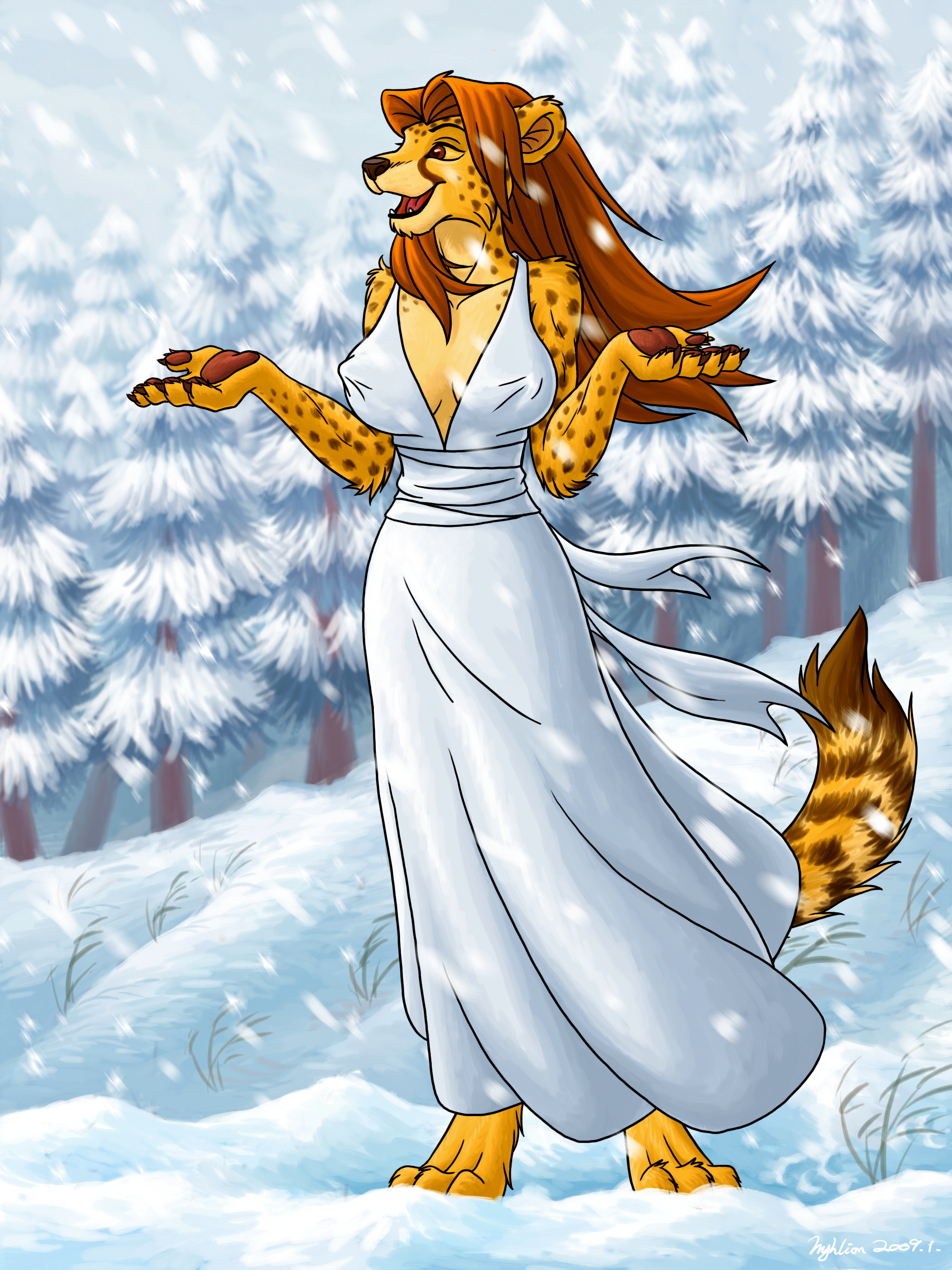
女獵豹獸人

在傳說當中，有人類被詛咒變成動物的故事，也就是所謂的變身人，例如吸血鬼及狼人，例如在希臘神話裡，國王莱卡翁由於膽敢試探宙斯的能力，將自己的其中一個兒子宰殺、烹煮後拿來供奉宙斯。宙斯早就察覺此事，為了懲罰他的殘酷狂妄，而將其詛咒成為野狼。
另外《奧德賽》裡有一位住在艾尤島島上的女巫色琦，會施法將人類變成動物。除了狼人以外，其他國家都也都有自己專屬的變身人傳說，像是中國小說六朝志怪的虎人、瑪雅的美洲豹，還有夏威夷傳說中，凡人女子和鯊魚神所生的Nanaue等等。
在中國神話中，動物會經隨著長年的修練和吸收日月精華，修煉成所謂的精怪，西遊記中出現的牛魔王就是典型人物。這類型的傳說主要出現在《白蛇傳》的蛇精、《聊齋誌異》的狐狸精和其他民間故事中。這些故事甚至影響了日本和韓國等東亞地區。日本也發展出始於自己的傳說，例如《白鶴報恩》。
奇幻故事某些設定會有人類施展法術而變身成為野獸，這種通常可再度變回人類。《石中劍》的巫師梅林和巫婆鬥法時，也曾變成各種動物來較量。《哈利波特》裡這種巫師被称為化獸師。有的奇幻作品中将德鲁伊教徒描寫為可以變化成各種野獸，如電腦遊戲 《魔獸世界》,《暗黑破壞神》和《魔獸爭霸》中設定可施展變身術的德鲁伊角色。
在一些科幻故事和科學言論中，猿猴、恐龍和昆蟲等動物經過長期的演化，成為了近似人類的類人生物。類人生物的代表包括了電影《決戰猩球》（Planet of the Apes）中，那些高壓統治人類的猩猩們，以及由戴爾·羅素（Dale Russell）提出，由傷齒龍進化成的恐龍人類。
早期科幻小說中，也有將野獸藉由外科手術改造成人類的作品，如威爾斯（H.G. Wells）的於1896年出品的莫洛博士島（The Island of Dr.Moreau，於1996年改編作品拍成電影《攔截人魔島》），現代的科幻作品中也有透過基因工程進行人體改造的獸人，但通常會稱呼為人造人或變種。
古代奇幻作品出現的獸人，通常不具有人性且具有野獸般個性，近代奇幻文學尤其是動漫作品，出現更多幾乎接近人類的獸人，較著名的作品如忍者龜、摺紙戰士等，甚至兒童文學中的世界有全部皆是動物人組成的社會。托爾金作品出現的半獸人(Orc)則是設定為形貌近似人類的種族，雖然翻譯上非常類似，但是在定義上有所區別。

## 代表性的獸人
- 荷魯斯：出自埃及，是古代埃及神話中法老的守護神，是王權的象徵，在埃及的壁畫描繪中出現的形象是一位頭部是隼的外型，其他部分皆為人型的神祇。
- 阿努比斯：出自埃及，是古代埃及神話中與人死後生活以及木乃伊的製作有關的神，於壁畫中常見的形象為胡狼的頭部但身體部分一樣維持人的外型，在埃及神話中被定位為死神。
- 賽特：出自埃及，在埃及神話中最初是力量之神或戰神或風暴之神，沙漠之神及外陸之神。保護沙漠中的商隊，但同時又用沙暴襲擊，形象通常是豺頭人身的神祇，長有長方形的耳朵和彎曲凸出的長嘴。
- 索貝克：一樣出自埃及，亦被稱呼作蘇貝克。古埃及神話中出現，是鱷魚之神，擔任埃及法老之守衛者，文獻和壁畫中的形象是擁有鱷魚頭但身體維持人型的神祇。
- 象頭神：出自印度，是印度教中的智慧之神，主神濕婆與雪山神女的兒子，戰爭之神室建陀的兄弟。外形為斷去一邊象牙的象頭人身並長著四隻手臂。
- 彌諾陶洛斯：出自歐洲地區的希臘，是古代希臘神話中一個著名的半人半牛怪物，也是牛外型獸人的代表之一。在古希臘人的想像中，彌諾陶洛斯具有人類的身體，但長著一顆牛頭和一條牛尾巴。
- 牛頭馬面：出自亞洲地區的中國和佛教經典，是來自於陰間的兩個鬼差，形象分別是牛頭人身、馬頭人身，負責捉拿、帶領陽壽終了的亡魂到地府審判，被認為是陰界神明的部下，在台灣，常被尊稱為牛馬將軍。
- 人魚：是傳說的水生生物，通常樣貌是上半身或頭部為人，下半身是魚尾，其傳說的分佈範圍很廣，歐洲傳說中的人魚與中國、日本傳說中的人魚，在外形上和性質上是迥然不同的。
- 拉彌亞：古希臘神話中一頭半人半蛇的女性怪物，亦是在西方以獵殺小孩聞名的蛇妖。特徵在於其上半身為嬌艷女性，下半身卻是蛇身。日後大量出現於奇幻類型的動漫作品和相關遊戲中。
- 大腳怪：又稱大腳，是一種未知的靈長類生物，出現在北美洲民俗學中，有時被描述成是一種體型巨大，毛茸茸的猿。有些人認為這種生物在世界各地都有實際出現的蹤跡，例如喜馬拉雅山的雪人、中國的野人。
- 迦樓羅：印度神話中的一種巨鳥，主神毗濕奴的坐騎。佛教吸收此鳥為天龍八部之一，其形象隨佛教傳入東亞，中文常譯為金翅鳥或大鵬金翅鳥。
- 烏天狗：又寫做「鴉天狗」，日本傳說中的妖怪，為天狗類型的一種分支，有著和烏鴉一樣的尖嘴和漆黑的羽翼而得名。又稱「小天狗」，能飛，和大天狗一樣身著山伏裝束，而且劍術高超。
- 鴞人：又稱貓頭鷹人，是傳說中的生物。出現於英國康沃爾郡馬紐南史密斯，1976年首次被目擊。為人型、有翅膀、尖耳朵、紅眼睛和黑鉗狀的爪子，看起來就像是貓頭鷹的放大版。
- 巴風特：有名的基督宗教中出現的惡魔之一，名字的起源尚無定論，到了19世紀，隨著一系列偽歷史作品的出版進入了以英語系國家人們的認識中，有著山羊的頭，額頭有五芒星，兩角之間有火把，有女性的胸部，腹部放置有赫密斯的杖。日後亦成為奇幻ACG作品中出現的角色外型設定之一。
- 佛爾佛爾：出自以色列耶路撒冷的所羅門王編撰的魔術書Lemegeton，書中記載他和七十二位惡魔簽下了契約，是所羅門七十二柱魔神中排第34位的魔神，是一隻尾部帶著火焰且擁有部分人類外型的鹿，可以控制男女之間的愛情與風雨和雷電。
- 安托士：所羅門王七十二柱魔神中排第63位的魔神，長著夜鴉頭的天使，騎黑狼，手持鋒利寶劍，專門剷除不和諧的事物。
- 狼人：一種傳說中的生物，每逢月圓之夜，就會從人身變為狼身。轉變後不能控制自身的獸性，會襲擊周邊的家畜或人類。和吸血鬼一樣，屬於不朽世界的生物。因不同地名而有不同的名稱，如法國的熱沃丹怪獸及美國的布雷路之獸。
- 貓妖精：蘇格蘭及愛爾蘭傳說中的貓形生物。形象多為黑貓，胸前有一大片白毛。擅長人類語言，以雙足走路，穿長靴，衣著華麗，頭頂皇冠，穿梭於城市之間，更經常出沒於蘇格蘭的高地之上。牠能使用多國語言與貓或人類直接進行對話，擁有極高的知識。

## 補充資料
- WikiFur 獸人愛好者百科全書
- ケモノ(けもの)とは【ピクシブ百科事典】 （页面存档备份，存于）
- 獣人(じゅうじん)とは【ピクシブ百科事典】